# Ahasverus advena
Ahasverus advena é uma espécie de insetos coleópteros polífagos pertencente à família Silvanidae.
A autoridade científica da espécie é Waltl, tendo sido descrita no ano de 1834.
Trata-se de uma espécie presente no território português.